# Broche de Combate Cuerpo a Cuerpo
El Broche de Combate Cuerpo a Cuerpo (en alemán: Nahkampfspange) fue una condecoración militar de la Segunda Guerra Mundial instituida el 25 de noviembre de 1942 por participar en combates cuerpo a cuerpo y a corta distancia. Destinado principalmente a la infantería, otras unidades de la Wehrmacht, Waffen-SS, e incluso unidades de tierra de la Luftwaffe y paracaidistas también podían optar a ella.

## Requisitos
La condecoración se otorgaba en tres clases:
- Bronce, por 15 acciones de combate cuerpo a cuerpo;
- Plata, por 25 acciones de combate cuerpo a cuerpo;
- Oro, por 50 acciones de combate cuerpo a cuerpo.

Las acciones de combate cuerpo a cuerpo se contabilizaron a partir del 1 de diciembre de 1942, contando para la condecoración el servicio prolongado anterior en el Frente Oriental, con 15 meses continuos contando como 15 días de combate; 12 meses como 10 días; y 8 meses como 5 días.
Para aquellos que habían recibido heridas incapacitantes, hubo discreción para otorgar la condecoración después de 10, 20 y 40 acciones.
A medida que continuaba la guerra, se hicieron varias enmiendas a los criterios de adjudicación:
- A partir del 4 de agosto de 1944, solo las acciones de primera línea podían contar para la condecoración, y las acciones de retaguardia contra los partisanos se reflejaban en la concesión de la Insignia de la Lucha Antipartisana.[7]
- A partir del 30 de agosto de 1944, los destinatarios del broche de oro normalmente también recibieron la Cruz Alemana en oro; los destinatarios del broche de plata recibían la Cruz de Hierro de primera clase, ambas sin necesidad de justificación.[8]
- A partir del 8 de octubre de 1944, los galardonados con el broche de oro también recibieron 21 días de licencia especial.[7]

La infantería alemana a menudo consideraba el Broche de Combate Cuerpo a Cuerpo de oro en mayor estima que la Cruz de Caballero de la Cruz de Hierro, y Hitler se reservaba el derecho de otorgar esta clase personalmente. De los aproximadamente 18-20 millones de soldados de la Wehrmacht y las Waffen-SS, 36.400 recibieron la clase de bronce, 9.500 la clase de plata y 631 la clase de oro.

## Diseño y uso

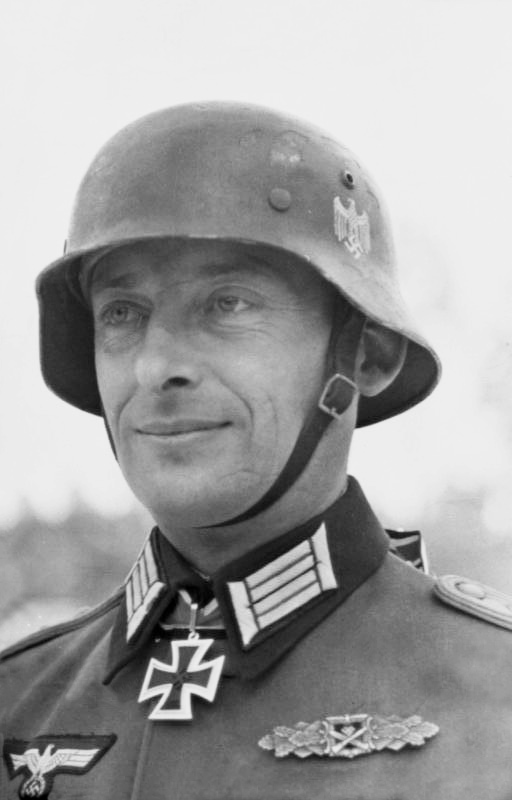
Oficial de la Wehrmacht con el respectivo broche.

El broche se usaba sobre el bolsillo superior izquierdo del uniforme, sobre cualquier gafete de condecoración. Solo se usaba una insignia, del nivel más alto recibido. Era fundido a presión y hecho de tombac o zinc. El diseño de las tres clases era el mismo, con una pieza central que consistía en el emblema nacional del águila y la esvástica sobre una bayoneta cruzada y una granada de mano con, a cada lado, un rocío de hojas de roble, intercaladas con un efecto de rayos de sol. El broche estaba ligeramente curvado y medía 9,7 cm x 2,6 cm.
Las condecoraciones de la época nazi fueron prohibidas inicialmente por la República Federal de Alemania de la posguerra. En 1957, muchas condecoraciones militares de la Segunda Guerra Mundial, incluido el Broche de Combate Cuerpo a Cuerpo, fueron reautorizadas para su uso por los veteranos. Como se prohibieron las exhibiciones de la esvástica, el broche fue rediseñado para eliminar el símbolo del águila y la esvástica, y los miembros de la Bundeswehr lucían la insignia en el ribete, representada por una pequeña réplica del broche en una cinta de color gris.

## Versión de laLuftwaffe
Las tropas terrestres y los paracaidistas de la Luftwaffe podían optar al Broche de Combate Cuerpo a Cuerpo desde su creación. En noviembre de 1944 se aprobó una versión para la Luftwaffe, aplicando los mismos criterios de adjudicación y tres clases que el broche existente. La insignia constaba de una corona de laurel colocada detrás de un águila de la Luftwaffe y una esvástica sobre una bayoneta cruzada y una granada de mano, todo en plata. Este estaba flanqueado por dos coronas de hojas de roble, en bronce, plata u oro para indicar la clase apropiada. Si bien se autorizaron los nuevos broches y se emitieron los requisitos, no hay evidencia de que realmente hubiera sido fabricado y presentado antes del final de la guerra.
El broche de combate de la Luftwaffe fue una de las decoraciones que la República Federal de Alemania volvió a autorizar para su uso en 1957, el diseño modificado omitiendo la esvástica, pero conservando el emblema del águila de la Luftwaffe.